# Nueva Sinagoga (Berlín)
La Neue Synagoge (en español: Nueva Sinagoga) de Berlín se construyó en la Oranienburger Straβe entre 1859 y 1866 como la sinagoga central de la comunidad judía de Berlín. Es un importante monumento arquitectónico de la segunda mitad del sigo XIX. Tiene influencias de la arquitectura islámica y guarda parecido con la Alhambra.[cita requerida]
El edificio original fue diseñado por Eduard Knoblauch y, al caer este enfermo, Friedrich August Stüler se hizo cargo tanto de su construcción como del diseño y decoración interior. Se inauguró en presencia del entonces conde Otto von Bismarck, quien posteriormente se convertiría en ministro-presidente de Prusia en 1866. El edificio actual es una reconstrucción parcial del original sin la sala mayor, que fue gravemente dañada durante la Segunda Guerra Mundial y posteriormente derruida.

## Historia
La Nueva Sinagoga se construyó para servir a la creciente población judía de Berlín, sobre todo a los inmigrantes del este. Fue la sinagoga más grande de Alemania en este tiempo, con capacidad para 3.000 personas. El edificio albergó conciertos públicos, incluso un concierto de violín con Albert Einstein en 1930. Los servicios religiosos acompañados de órgano y coro reflejaban la tendencia liberal de la comunidad judía de aquel tiempo.
La Neue Synagoge ardió durante la Noche de los cristales rotos. El teniente Otto Bellgardt, oficial de la policía del distrito, llegó a la escena en la madrugada del 10 de noviembre y ordenó a la muchedumbre nazi que se dispersara. Consiguió que la brigada de bomberos entrara al interior y sofocara el fuego, lo que salvó el edificio.

## Arquitectura

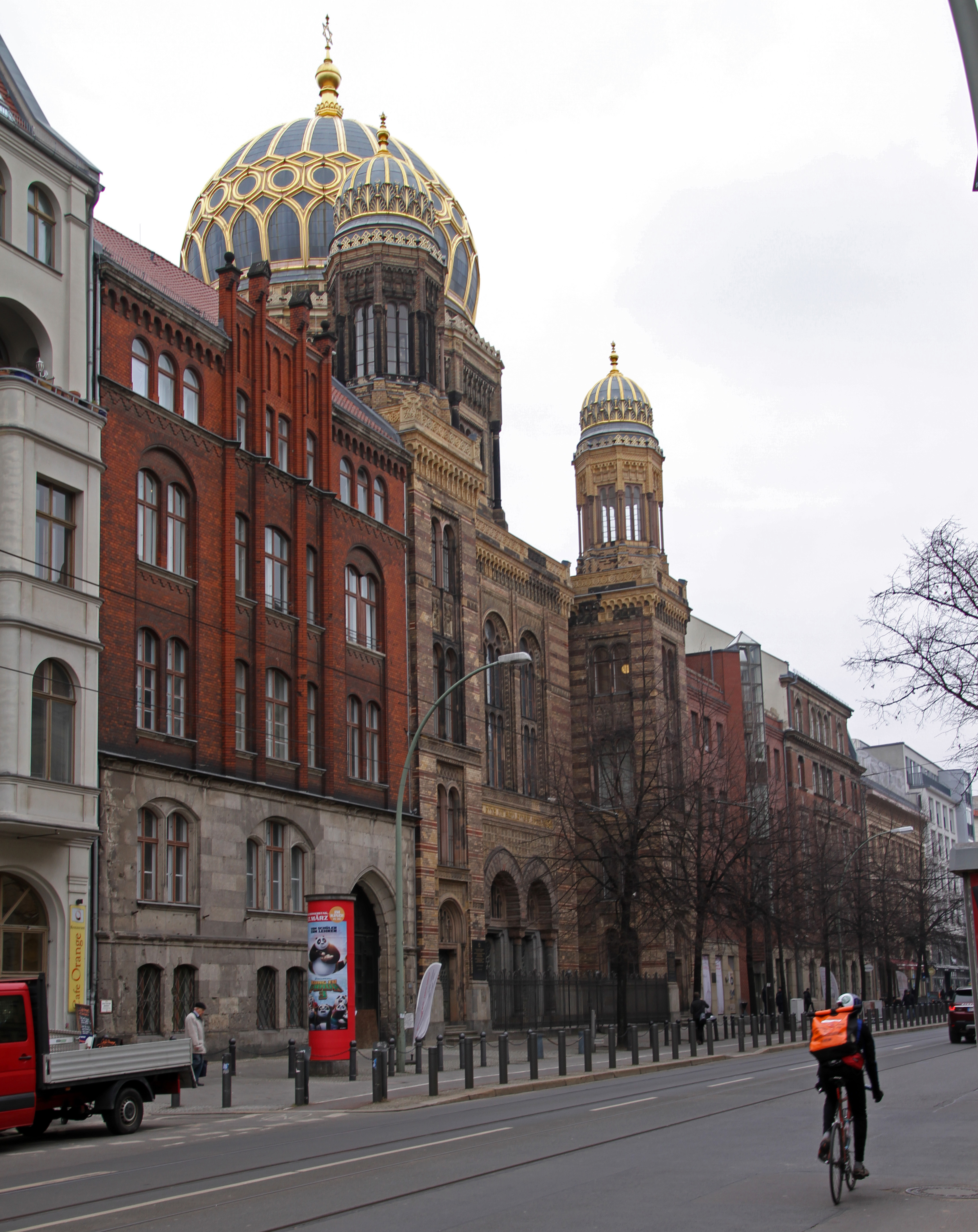
Fachada de la Nueva Sinagoga desde la calle Oranienburger

El frente del edificio, que da a Oranienburger Straße, es de ladrillo policromado, acentuado por ladrillos vidriados. Más allá de la entrada, la alineación del edificio reconstruido cambia para adaptarse a las estructuras preexistentes. 
La cúpula principal de la sinagoga , con sus costillas doradas, es un hito llamativo de la ciudad de Berlín. Está acompañada por dos cúpulas más pequeñas en forma de pabellón en las dos alas laterales. Más allá de la fachada, formaban parte de la construcción original el vestíbulo y el salón principal con 3.000 asientos. Debido a la desfavorable alineación de la propiedad, el diseño del edificio requirió un ajuste a lo largo de un eje ligeramente girado.
La Neue Synagoge es también un monumento de la construcción de hierro temprana. El nuevo material de construcción era visible en las columnas exteriores, así como en la construcción de la cúpula. El hierro también fue un componente central de la estructura del piso, actualmente destruido, del salón principal.

## Galería de imágenes

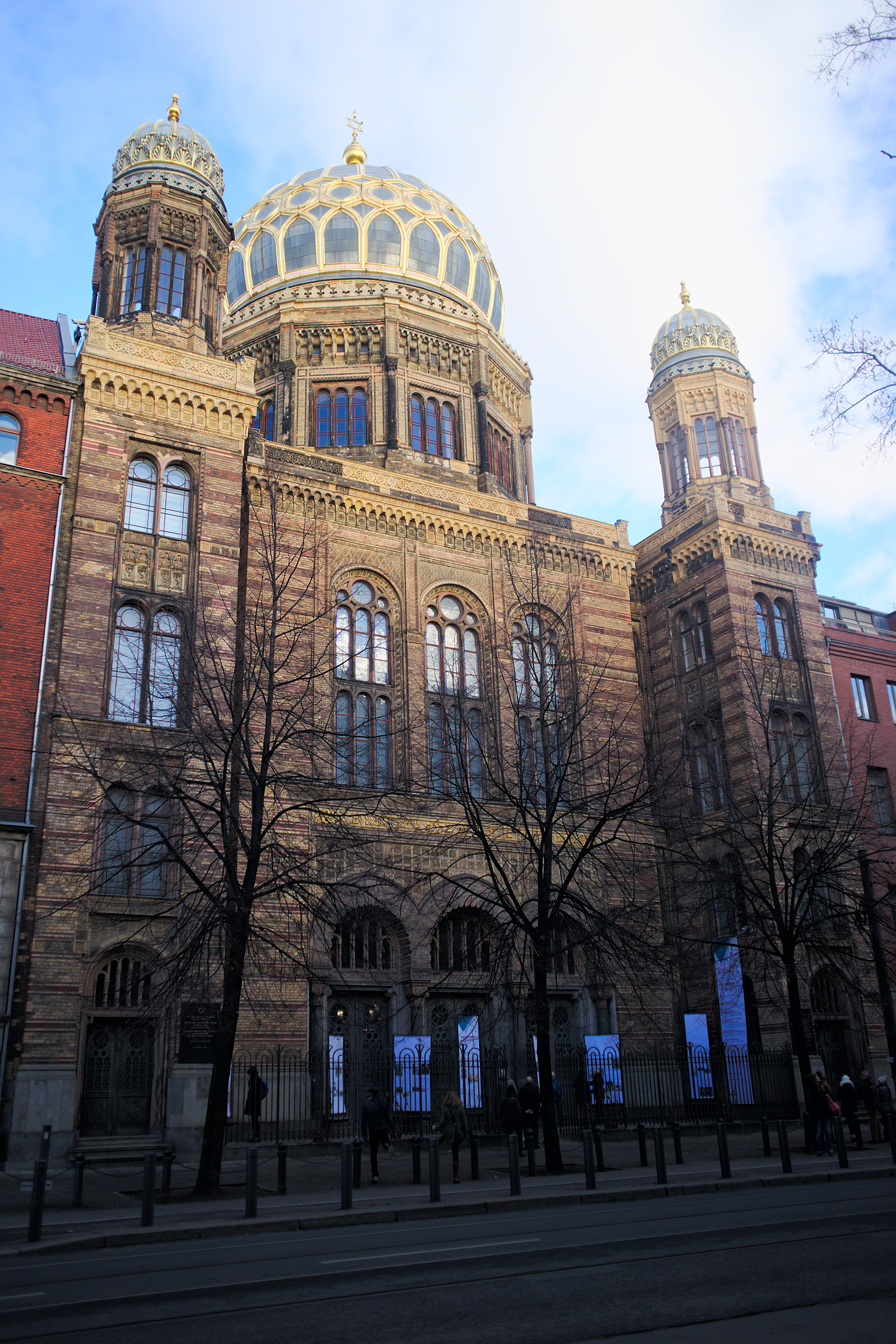
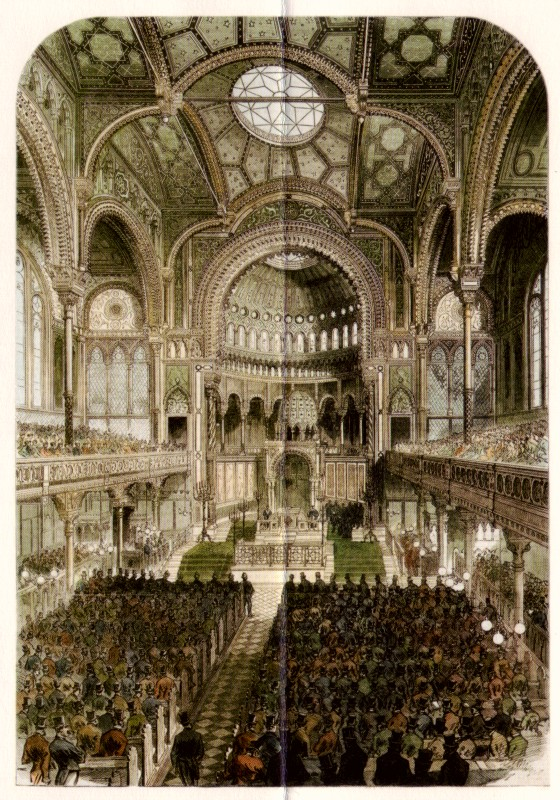
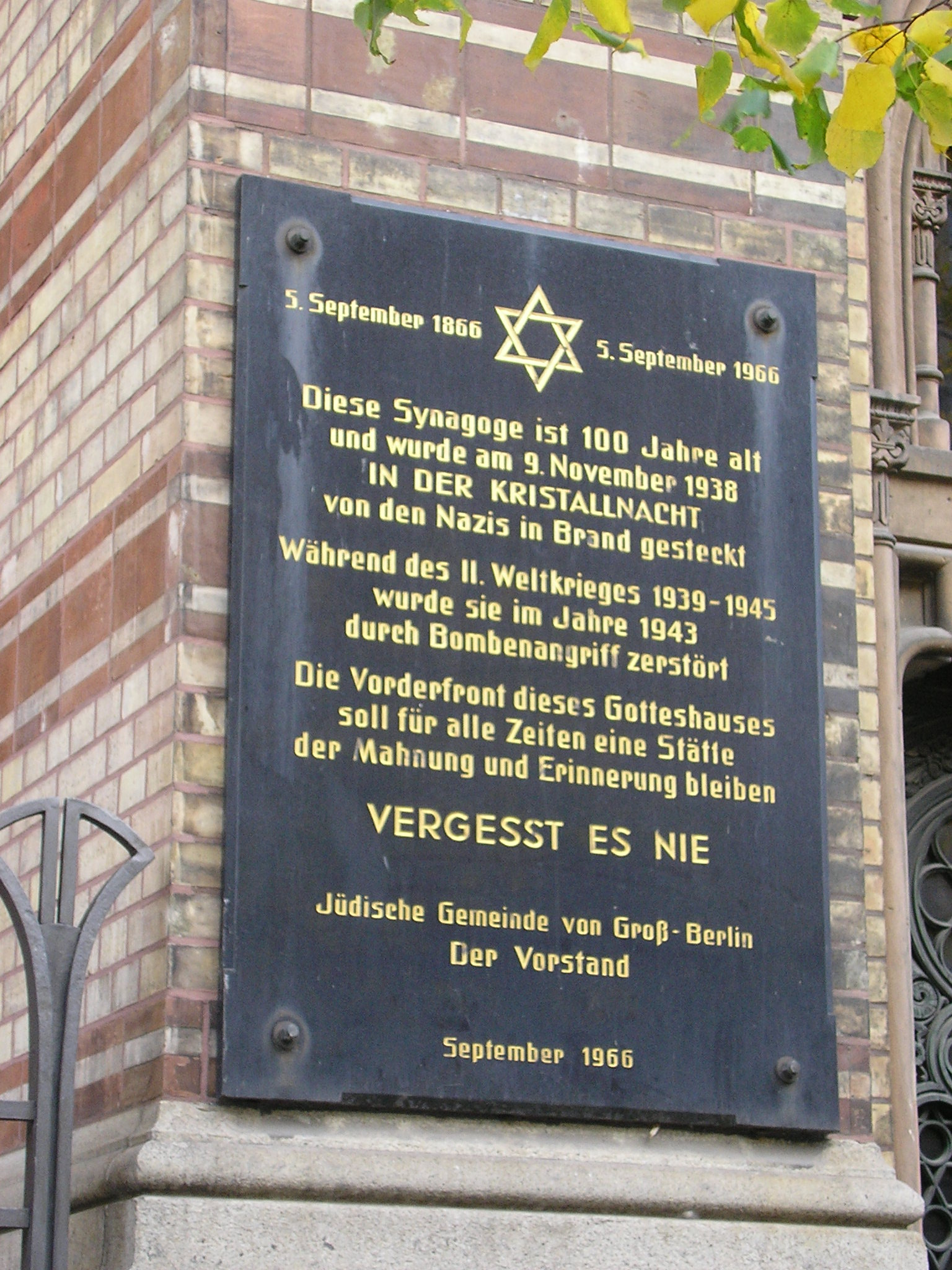
La inscripción conmemorativa
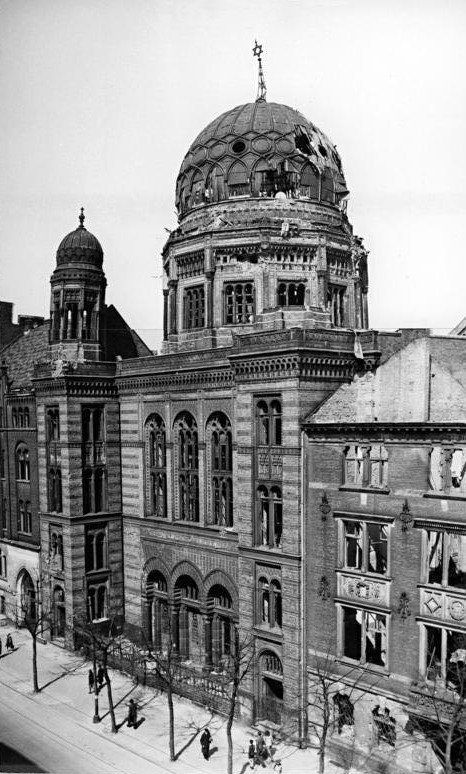
La derruida Sinagoga, en 1948